# Ullemmeden-Becken

Lage und Erstreckung des Ullemmeden-Beckens

Das Ullemmeden-Becken (sprachliche Varianten: Iwllemmedan-, Aulliminden-, Ioullemmeden-, Ouelleminden-Becken; französisch auch: Le Bassin de I’Azawagh) ist ein im Landesinnern Westafrikas liegendes großes Binnen-Becken, das Territorien der Staaten Algerien, Niger, Nigeria, Mali und Benin erfasst.
Der Name geht auf die Ullemmeden zurück, die mit etwa 200.000 Menschen die größte Gruppe der Sahel-Tuareg bilden.

## Geografie
Die Nord-Süd-Erstreckung liegt bei nahezu 1000 km, die Ausdehnung von West nach Ost beträgt etwa 800 km. Das Becken ist größtenteils deckungsgleich mit dem Azawagh-Einzugsgebiet, eines Paläoflusssystems, das heute als Netz von Wadis das Gebiet durchzieht. Der Fluss hatte ein Einzugsgebiet von 556.000 km², mehr als 1/4 größer als das des Volta. Der Unterlauf dieses ehemaligen Flusses ist das Dallol Bosso.
Es wird vermutet, dass das Becken seinen Entstehungsursprung in der Übergangszeit vom Perm zum Trias (Perm-Trias-Grenze) hatte und die vorhandenen Verwerfungen sich während der Oberkreide bildeten. Während des Tertiärs hatte sich das Becken dann mit Sedimenten aufgefüllt. Zwei markante Verwerfungen verlaufen einerseits aus nordnordöstlicher nach südsüdwestlicher Richtung, direkt durch die Mitte des Beckens, andererseits aus westsüdwestlicher Richtung nach Ostnordost, nahe dem Aïr-Gebirge. Die Sedimentation der langen Zeit zwischen Kambrium und Pleistozän führte zu einer Schichtentiefe von 1500 bis 2000 m.

## Rohstoffe
Wertvolle Elemente und Mineralien sind im Ullemmeden-Becken eingelagert. So findet man neben Uran und Kupfer Kohlevorkommen und Salzablagerungen. Der Niger zählt zu den weltweit größten Produzenten von Uran.
Bekannte Lagerstätten sind für Uran die Region um Gao, das Adrar des Ifoghas und das Aïr, für Gold das Adrar des Ifogha und unter dem Azawagh-Tal sowie bei Gao Erdöl.

## Konflikte und Humanitäre Katastrophen

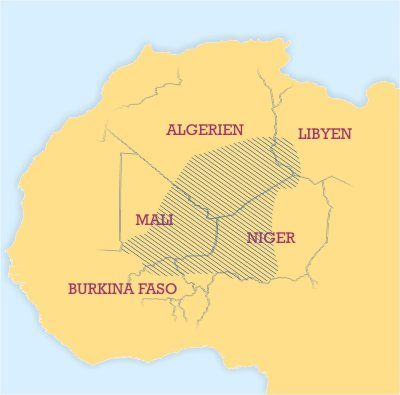
Verbreitungsgebiete der Tuareg

In dem Gebiet kam es 1973, 1984 und 2005 zu Hungersnöten auf Grund von Dürre und Heuschreckenplagen sowie aus wirtschaftlichen Gründen.
Das Ullemmeden-Becken liegt im Zentrum des Tuareg-Siedlungsgebietes. entsprechend kam es 1961/62–1964, 1990–1995 und zuletzt 2012 zu Konflikten und Kampfhandlungen in der Region.